# خيرية ملك خونج
السيدة خيرية ملك خونج رئيسة جمعية التعاون الشركسية للسيدات في إستانبول. وُلدت في قرية خونج حابلة في مانياس عام 1896م. تخرّجت من كلية نوتردام الفرنسية في إستانبول. انضمّت إلى جمعية الاتحاد والتعاون الشركسية التي تأسّست في استانبول عام 1908م عقب إعلان المشروطية، وساهمت بالكتابة في العديد من الصحف التركية كمجلة (محاسن)، ومجلة (المرأة المصورة) وومجلة (تورك يوردو).
كانت من نشطاء جمعية الاتحاد والتعاون الشركسية، حيث ساهمت بفعالية في تحرير صحيفة (غوازة)الشركسية الناطقة باسم الجمعية باللغتين الشركسية والتركية خلال الفترة 1911- 1914م. كما كانت عضواً في جمعية شمال القفقاس الاجتماعية.
أنشأت وزميلاتها جمعية الأتحاد والتعاون الشركسية للسيدات في استانبول في الفترة 1918- 1922م وأصبحت رئيسة لها. كما ترأّست تحرير مجلة (ديانة)- أُمّنا- التي صدرت عن هذه الجمعية عام 1920م، وكانت مؤسّستها وصاحبة امتيازها السيدة سيزا بووخ.
عملت مع زميلاتها على افتتاح أول مدرسة في مدينة استانبول تُدرًّس باللغة الشركسية في تركيا وجميع بلدان الشتات. تزوّجت المؤرخ الشركسي المعروف والقائد العسكري التركي مت يوسف جونه توقه عزت باشا عام 1919م، وبعد وفاته في عام 1922م، تعرّفت على الكاتب الشركسي السياسي المناضل آيتك ناميتوق وتزوجت منه عام 1931م.
ساعدت أثناء إقامتها في باريس مع زوجها آيتك ناميتوق، البروفيسور الفرنسي ديمو زيل على إصدار ونشر أبحاثه الخاصة بالشراكسة مثل (قصص إبراهيم تسي القديمة)، و( حكايات الوبيخ وأساطيرهم القديمة)الذي صدر في باريس عام 1957م.
من مؤلفاتها المطبوعة، رواية (ثورة الألم) والتي صدرت في عام 1910م في استانبول ورواية (زينب) وهي رواية خاصة بالأطفال وصدرت عام 1926م في استانبول أيضاً.